# 大森勇門
大森 勇門（おおもり たけと）は、日本の生物学者・農学者。大阪工業大学工学部生命工学科准教授、遺伝子組換え実験等安全委員会委員。農学博士（京都大学）。
主な専門は、農芸化学、食品科学、微生物学・生化学。
生命工学の対外啓蒙活動として、市民と研究者とのオープンな交流を目的とした井戸端サイエンス工房主催第27回サイエンスカフェのゲストスピーカー（テーマ：酵素のチカラ）や、理系を目指す小学生向け「科学体験ワークショップ」（テーマ：植物の色素で調べる酸・アルカリ）の講師も担当している。

## 経歴
2005年京都大学大学院農学研究科応用生命科学専攻修士課程修了。2008年同研究科応用生命科学専攻博士後期課程指導認定退学、2009年農学博士（京都大学）。京都大学化学研究所研究員、九州大学大学院農学研究院特任助教などを経て、2012年大阪工業大学工学部生命工学科に着任、現在は准教授。

## 主な所属学会
- 日本農芸化学会
- 日本生化学会
- 日本生物高分子学会
- 日本ビタミン学会

## 主な著書・執筆
- 「ひらく、ひらく バイオの世界」（化学同人学術書、2012年）
- 「知ってる？D-アミノ酸」（生物工学会誌、2019年）
- 「食品タンパク質中の結合態D-アミノ酸の機能と生成機構の解析」（京都大学化学研究所、2017年）[8]

## 主な研究
- 食品中のD-アミノ酸分析とその合成に関与する微生物のD-アミノ酸代謝関連酵素の機能解析
- 好熱菌Geobacillus kaustophilus がもつ2つのNAD依存性アラニン脱水素酵素の機能解析とその生理的意義[9]
- 乳酸菌Lactobacillus属の新規分岐鎖アミノ酸ラセマーゼの機能解析[10]
- ヨーグルト酒中のGABA生産機構[11]